# Olivier Plunket
Pour les articles homonymes, voir Olivier (homonymie) et Plunket.
Olivier Plunket (en anglais Oliver Plunkett ou Plunket, en gaélique Oilibhéar Pluincéid), né en 1629 et mort en 1681, est un saint de l'Église catholique, archevêque et martyr.

## Biographie
Olivier Plunket est né en Irlande le 1er novembre 1629. Élevé par son oncle bénédictin à Dublin il part ensuite à Rome en vue de faire des études de théologie. 
À l'issue de ces études, il ne peut pas retourner dans son pays à cause de la persécution déclenchée par Cromwell et reste à Rome trois ans de plus durant lesquels il y exerce son ministère. Ensuite, durant douze ans, il enseigne au collège De propaganda fide.
Ordonné prêtre en 1654, il est nommé archevêque d'Armagh quinze ans plus tard. Il exerce son ministère avec courage, dévouement et bonne humeur.
Mais, dans le contexte de querelles anglo-irlandaises, il est calomnié  et accusé par un intrigant, Titus Oates, d'avoir préparé le débarquement de 20 000 soldats français en Irlande et d'avoir réclamé de l'argent à ses prêtres pour créer une armée de rébellion. Transféré à Londres en 1678, il reste trois ans en prison avant d’être condamné à être « pendu, vidé et démembré » (Hanged, drawn and quartered). Tout au long des tortures qu'il subit, il ne cesse de rendre grâce à Dieu, pardonnant à ses dénonciateurs et à ses bourreaux,,. 
Saint Olivier remercie le juge et dit à tous ceux qui l'avaient calomnié : « Je suis heureux d'aller auprès du Christ dont je vous ai tant parlé ».
Il est mort le jour du changement de calendrier en Angleterre, le 1er juillet 1681 à Londres (11 juillet 1681 selon le nouveau calendrier). Charles II qui le savait innocent rendit ses restes à ses proches pour qu'il soit inhumé décemment. Son corps repose dans l'abbaye de Downside, dans le comté de Wilts, tandis que sa tête (caput) est enchâssée à Drogheda. Il fut le dernier catholique livré au martyre à Tyburn.

## Béatification, canonisation
- Olivier Plunket a été béatifié le 23 mai 1920 à Rome par le pape Benoît XV[2].
- Il a été canonisé le 12 octobre 1975 à Rome par le pape Paul VI[3].

## Fête
Il est fêté le 12 juillet du calendrier grégorien, et figure au 1er juillet sur le Martyrologe romain,.

## Autre saint portant ce prénom
- Saint Olivier d'Ancône, fêté localement le 27 mai[6].

## Source
- Documentation catholique, 1975 p. 911